# Niaprazine
La niaprazine est une substance chimique de la famille des pipérazines qui a des propriétés pharmacologiques antihistaminiques et hypnosédatives.
Elle est surtout prescrite comme sédatif plutôt que comme un antihistaminique (à cause justement de ses effets sédatifs).